# Ландри (Невер)
Ландри (на френски: Landry, Landry IV de Monceaux, Landerich; * вер. 970, † 11 май 1028) е граф на Невер (989 – 1028).

## Биография
Той е син на господаря на замък Бодо от Монсо.
През 989 г. Ландри се жени за Матилда (975 – 1005), дъщеря на Ото Вилхелм, граф на Бургундия, която получава от баща си за зестра Графство Невер.
След смъртта на бургундския херцог Анри Велики през 1002 г. Ландри помага на тъста си в борбата за наследството в Херцогство Бургундия против крал Робер II Благочестиви. Той поема защитата на Оксер, обсаден от 1005 г. от френска войска. Ландри трябва да се предаде, но е помилван. Кралят го иска на своя страна и предлага дъщеря си да се омъжи за сина на Ландри, Райналд. Принцесата трябвало да занесе в брака си графството Оксер.

## Деца
Ландри има с Матилда Бургундска няколко сина, между тях:
- Бодон (997 – 1023), граф на Вандом, женен 1016/20 г. за Адела д'Анжу († [1033/35), дъщеря на Фулк III Черния, граф на Анжу
- Райналд I (1006 – 1040), граф на Оксер и Невер, женен 1016 г. за Адела от Франция († сл. 1063), най-възрастната дъщеря на френския крал Робер II